# Peter Walgenbach
Peter Walgenbach (* 13. Juni 1962 in Ratingen) ist ein deutscher Betriebswirt.

## Leben
Walgenbach studierte an den Universitäten Mannheim und Düsseldorf Betriebswirtschaftslehre und Psychologie. Anschließend wurde er Wissenschaftlicher Mitarbeiter an der Universität Mannheim bei Alfred Kieser sowie am Zentrum für Europäische Wirtschaftsforschung (ZEW), im Forschungsbereich Industrieökonomik. 1994 erfolgte die Promotion in Mannheim mit der Arbeit Mittleres Management: Aufgaben – Funktionen – Arbeitsverhalten. Walgenbach wurde danach zum Wissenschaftlichen Assistenten der Fakultät für Betriebswirtschaftslehre der Universität Mannheim ernannt. Ein Stipendium der Julius-Paul-Stiegler-Gedächtnisstiftung ermöglichte ihm 1997 an der Stanford University zu forschen. Ebenfalls in Mannheim habilitierte Walgenbach sich 1999 mit der Arbeit Die normgerechte Organisation: eine Studie über die Entstehung, Verbreitung und Nutzung der DIN EN ISO 9000er Normenreihe.
1999 erhielt Walgenbach einen Ruf an den Lehrstuhl für Organisationstheorie und Management an der Staatswissenschaftlichen Fakultät der neugegründeten Universität Erfurt. 2008 folgte er einem Ruf an den Lehrstuhl für Allgemeine Betriebswirtschaftslehre/Organisation, Führung und Human Resource Management an die Friedrich-Schiller-Universität Jena.
Walgenbach war 2016 Visiting Scholar an der Stockholm School of Economics und erhielt den Humboldt-Award des Riksbanken Jubileumsfonds.
Von 2017 bis 2018 war Walgenbach stellvertretender Vorsitzender im Verband der Hochschullehrer für Betriebswirtschaft. Dessen Vorsitzender war er von 2019 bis 2020.

## Forschungsschwerpunkte
Zentral für Walgenbachs Forschungen sind Organisationstheorien, insbesondere ihre Weiterentwicklung und empirische Überprüfung. Damit verbunden sind die Forschungsbereiche Organisationsstrukturen, das Verhalten von Organisationsmitgliedern sowie der Wandel von Organisationen.

## Publikationen (Auswahl)
- mit Alfred Kieser: Organisation. 4. Auflage 2003, 5. Auflage 2007 und 6. Auflage, Stuttgart, 2010: Schäffer-Poeschel. ISBN 978-3-7910-2926-9.
- mit Renate E. Meyer: Neoinstitutionalistische Organisationstheorie, Stuttgart, 2008: Kohlhammer. ISBN 978-3-17-019088-7.
- mit Arno Scherzberg, Tilmann Betsch, Helge Peukert, Alexander Thumfart, Gerhard Wegner: Klugheit. Begriff – Konzepte – Anwendungen, Reihe Neue Staatswissenschaften, Band 8, Tübingen 2008: Mohr-Siebeck. ISBN 978-3-16-149690-5.
- mit Arno Scherzberg, Tilmann Betsch, Hermann-Josef Blanke, Arno Waschkuhn und Gerhard Wegner: Kluges Entscheiden: Disziplinäre Grundlagen und interdisziplinäre Verknüpfungen., Reihe Neue Staatswissenschaften, Band 4, Tübingen 2006: Mohr Siebeck. ISBN 978-3-16-148988-4.
- Die normgerechte Organisation. Eine Studie über die Entstehung, Verbreitung und Nutzung der DIN EN ISO 9000er Normenreihe. Stuttgart, 2000: Schäffer-Poeschel. ISBN 3-7910-1621-0.
- mit Rosemary Stewart, Jean-Louis Barsoux, Alfred Kieser und Hans-Dieter Ganter: Managing in Britain and Germany. London, New York 1994: MacMillan und St. Martin’s Press. ISBN 978-0-333-60646-9.
- Mittleres Management, Aufgaben – Funktionen – Arbeitsverhalten. Wiesbaden, 1994: Gabler. ISBN 3-409-13890-0.